# Terizinozaver
Terizinozaver (znanstveno ime Therizinosaurus, iz grščine therizo pomeni 'požeti' ali 'odsekati' in sauros pomeni 'kuščar') je rod zelo velikih dinozavrov iz skupine teropod (Theropoda) .
Do zdaj so naleteli na bolj malo fosilov terizinozavra. Tisti, ki so jih našli, prikazuje bitje, ki je imelo roke z velikanskimi, srpastimi kremplji, daljšimi od 70 cm. S temi kremplji je dinozaver morda nabiral liste in si ga polagal v svoj brezzobi kljun. Pripada med nojevske dinozavre, ki je obstajal v zgorni kredi. Velikost v dolžino je imel 4-5m. Njegovi fosili so bili najdeni v Mongoliji in Kitajski.